# فرودگاه سنت برونو د گویگوس
فرودگاه سنت برونو د گویگوس (به انگلیسی: Saint-Bruno-de-Guigues Aerodrome) یک فرودگاه همگانی است که یک باند فرود آسفالت دارد و طول باند آن ۱۳۶۸ متر است. این فرودگاه در کشور کانادا قرار دارد و در ارتفاع ۲۵۰ متری از سطح دریا واقع شده است.